# Księstwo słupskie
Księstwo słupskie (niem. Herzogtum Pommern-Stolp) – księstwo istniejące w latach 1368-1478, jedno z księstw pomorskich. Obejmowało ziemie dzisiejszych powiatów: słupskiego, sławieńskiego, bytowskiego, lęborskiego oraz fragmentów wejherowskiego i koszalińskiego (w gminie Polanów).

## Geografia
Księstwo położone było w dorzeczach trzech rzek pobrzeża: Słupi, Wieprzy i Łeby. Południową granicę wyznaczał skraj Puszczy Miasteckiej. W skład państwa wchodziło kilka jezior przybrzeżnych, m.in. Łebsko. Główne grody to Słupsk, Darłowo, Sławno oraz Ustka, a później także Lębork i Bytów, znajdujące się na terenie nadanej jako lenno książętom słupskim ziemi lęborsko-bytowskiej.

## Historia
W 1368 roku miasto Słupsk uzyskało od księcia Bogusława V przywilej menniczy – nastąpiło wtedy formalne wyodrębnienie się księstwa słupskiego z księstwa wołogoskiego. Słupsk został książęcą rezydencją. Władcą został Bogusław V, który jako pierwszy podjął się budowy zamku. Budowę przerwano wraz z jego śmiercią w 1373. Stała siedziba książęca znajdowała się w Darłowie.
Po Bogusławie V rządy w księstwie objął jego syn Kazimierz (Kaźko) IV, wnuk Kazimierza Wielkiego, będący również kandydatem do tronu polskiego. Rządził krótko, do swojej śmierci w roku 1377. Po jego śmierci władzę w państwie przejął Warcisław VII, najstarszy syn Bogusława V.
W roku 1386 Warcisław wraz z bratem, Bogusławem VIII, zawarli antypolski pakt z zakonem krzyżackim. Jego postanowienia cofnięto w 1390 roku, gdy Warcisław złożył hołd królowi polskiemu w Pyzdrach. Akt hołdu lennego zawierał przyrzeczenie pomocy w ewentualnej wojnie z państwem zakonu krzyżackiego.
Po pożarze Słupska w 1395 i śmierci Warcisława VII, pełnię władzy w księstwie słupskim uzyskał Bogusław VIII. Podejmował on dwukrotnie próby wybudowania zamku w mieście, jednak mieszczaństwo stawiało opór. Bogusławowi VIII udało się jednak umieścić w mieście książęcą mennicę.
W 1478 roku księstwo słupskie stało się częścią większego organizmu państwowego – księstwa pomorskiego.